# Xiphophasma fragilis
Xiphophasma fragilis är en insektsart som först beskrevs av Salvador de Toledo Piza Júnior 1938.  Xiphophasma fragilis ingår i släktet Xiphophasma och familjen Heteronemiidae. Inga underarter finns listade i Catalogue of Life.